# Az Anderson szakasz
Az Anderson szakasz (eredeti cím: La Section Anderson) egy francia dokumentumfilm, amely 1968-ban elnyerte a legjobb dokumentumfilm Oscar-díját. A filmben egy Vietnámban szolgáló amerikai katonai egység két hónapjának mindennapjait követhetjük nyomon. A szakaszt a 24 éves afroamerikai Joseph B. Anderson hadnagy vezette.
A filmet Pierre Schoendoerffer forgatta 1966-ban a vietnámi háború során, a francia közszolgálati televízió felkérésére. Schoendoerffer végigfilmezte az első indokínai háborút is, haditudósítóként. A Điện Biên Phủ-i csata során készített helyszíni felvételeit a támaszpont eleste után a győztes vietnámi kommunista csapatok elkobozták.
A filmet csak az Egyesült Államokban mutatták be a mozik is (az Oscar-díj jelölés egyik feltétele), Franciaországban és a világ többi részén csak televízióban sugározták. A film eddig sehol nem jelent meg DVD-n, VHS-en is csak az Egyesült Államokban. Magyarországon a Duna TV tűzte műsorára néhány alkalommal a kilencvenes években.

## Díjak
- Oscar-díj (1968)
  - díj: legjobb dokumentumfilm – Pierre Schoendoerffer
- Itália-Díj (1967)
  - díj: Original Dramatic Program